# 袋地
袋地，四周都被第三方或公有的土地圍繞著，沒有道路可以通到大馬路。是日本城鎮都市化所產生的一個名詞，廣泛存在於日本曾經統治或現在治理的地區。